# 张澹如
张澹如（1882年—20世纪？），原名增鑑、以字行，浙江湖州南浔人，中国近代金融家、实业家，围棋名家。

## 生平
张澹如于1907年参与创办了浙江兴业银行并出任董事。1920年，他又参与创立了上海证券物品交易所，担任常务理事。1921年在上海创办通易银行并任董事长。1930年代左右，张澹如在上海、武汉等地投资了贸易、银行、信托等企业，曾任华中营业公司、大中华公司、开元电器厂的董事长，并担任大沪商业储蓄银行、上海华安商业储蓄银行、上海绸业商业储蓄银行、华业银行、东南信托公司、上海信托公司等的董事。
此外，张澹如还是一位围棋名家，与段祺瑞并称为“南张北段”。他曾在上海福煦路、萨坡赛路的私宅设立上海围棋研究会，供当时上海的围棋名手钻研棋艺，并接待过许多到访的日本棋手。1926年，他被日本棋院授予三段。1942年，濑越宪作、吴清源、桥本宇太郎访华，他又被承认为日本四段。

## 家族
祖父张颂贤，南浔巨商。兄张静江，国民党元老。

## 延伸阅读
[在维基数据编辑]
 《海上名人傳·張澹如》，出自《海上名人傳》